# Krzysztof Szwarc
Krzysztof Szwarc (ur. 22 listopada 1975 w Jaksicach) – polski demograf i ekonomista, doktor nauk ekonomicznych, wykładowca na Uniwersytecie Ekonomicznym w Poznaniu.

## Działalność naukowa i dydaktyczna
W latach 1994–1999 studiował na Akademii Ekonomicznej w Poznaniu, na kierunku informatyka i ekonometria (specjalność cybernetyka ekonomiczna). W lutym 1999 roku obronił pracę magisterską Analiza struktury i natężenia migracji w Polsce w latach 1991–1996.
Po ukończeniu studiów rozpoczął pracę w Katedrze Statystyki i Demografii AE. Obszary jego badań naukowych obejmowały statystykę społeczną, w szczególności analizę ubóstwa. Stopień doktora nauk ekonomicznych uzyskał w 2007 roku, broniąc pracę pt. Determinanty głębokości ubóstwa gospodarstw domowych objętych pomocą społeczną w Poznaniu w latach 2001-2003, napisaną pod kierunkiem Iwony Roeske-Słomka. Otrzymał za nią nagrodę miasta Poznania za wyróżniającą się pracę doktorską.
Pracę na Uniwersytecie Ekonomicznym w Poznaniu kontynuował również po obronie doktoratu, od 1 października 2022 zajmuje stanowisko starszego wykładowcy w Katedrze Edukacji i Rozwoju Kadr. Od 2017 roku zasiada w uczelnianej Komisji ds. Etyki Badań Naukowych, będąc od 2021 jej przewodniczącym.
Po obronie doktoratu zajął się również badaniami nad jakością życia, szczególnie jakością życia dzieci. Od 2016, wraz z Tomaszem oraz Dorotą Strózik, brał udział w międzynarodowym projekcie badawczym Children’s Worlds, the International Survey of Children’s Well-Being, w ramach którego prowadził badania i uczestniczył w konferencjach.
Za pracę dydaktyczną otrzymał od studentów sześciokrotnie statuetkę Victoria w plebiscycie na najlepszego ćwiczeniowca roku.
Od 2004 roku jest członkiem Polskiego Towarzystwa Statystycznego, a w latach 2007–2010 był także członkiem Komitetu Nauk Demograficznych Polskiej Akademii Nauk. Od 2011 jest także redaktorem statystycznym w czasopismach Studia Oeconomica Posnaniensia i Economics and Business Review.
Od 2017 roku pracuje również na Uniwersytecie WSB Merito w Poznaniu.

## Działalność społeczna
W 2011 roku Krzysztof Szwarc uczestniczył w staraniach pracowników i rodziców uczniów ze Szkoły Podstawowej nr 27 w Gdańsku, by nie zamykać placówki. Przygotował analizę sytuacji demograficznej, wskazującą na celowość zachowania szkoły, wynikającą z prognozowanego wzrostu liczby uczniów w regionie, którą następnie przedstawił Wydziałowi Edukacji Urzędu Miasta Gdańska. Ekspertyza była jednym z czynników, które wpłynęły na decyzję o utrzymaniu funkcjonowania szkoły.
W 2016 roku został powołany przez Zbigniewa Hoffmana do Rady Rodziny przy Wojewodzie Wielkopolskim, a w 2019 roku przez Marlenę Maląg do Rady Rodziny przy Ministerstwie Rodziny, Pracy i Polityki Społecznej.
Krzysztof Szwarc zaangażował się również w prace Urzędu Miasta Poznania, trwające w latach 2018–2024, mające na celu przygotowanie strategii oświatowej do roku 2030, wskazując błędy w przygotowanym dokumencie i sposobie jego tworzenia, a także proponując działania naprawcze, których miasto nie podjęło.
Szwarc jest również współzałożycielem Fundacji Instytut Wiedzy o Rodzinie i Społeczeństwie, w której pełni funkcję członka Rady Fundacji.

## Wybrane publikacje
- 2004, Analiza sytuacji mieszkaniowej ubogich gospodarstw domowych w środowisku wielkomiejskim, W: Prace statystyczne i demograficzne 2004, s. 109-129, Wydawnictwo Akademii Ekonomicznej, Poznań.
- 2006, Demograficzne determinanty głębokości ubóstwa gospodarstw domowych objętych pomocą społeczną w Poznaniu. W: Przemiany płodności i rodziny w okresie transformacji, referaty cz.1, s. 107-121, Polska Akademia Nauk, Komitet Nauk Demograficznych, Sekcja Analiz Demograficznych, Warszawa.
- 2006, Analiza głębokości ubóstwa gospodarstw domowych korzystających z pomocy społecznej w Poznaniu w latach 2001-2003, Prace statystyczne i demograficzne 2006, s. 119-134, Wydawnictwo Akademii Ekonomicznej, Poznań.
- 2009, Klasyfikacja rejonów Poznania ze względu na stopień dotkliwości ubóstwa gospodarstw domowych, Taksonomia 16: klasyfikacja i analiza danych - teoria i zastosowania. s. 427-433, Akademia Ekonomiczna (AE) we Wrocławiu, Wrocław.